# Ezechiel Fiemawhle
Ezechiel Nee Tettey Fiemawhle (25 oktober 2004) is een Nederlands voetballer die als aanvaller voor Rijnsburgse Boys speelt.

## Carrière
Ezechiel Fiemawhle speelde in de jeugd van FC Volendam, waar hij ook met het Jong-elftal in de Tweede divisie speelde. In het begin van het seizoen 2023/24 zat hij een aantal keer bij de selectie van het eerste elftal van Volendam. Hij debuteerde in de Eredivisie op 11 augustus 2023, in de met 1-2 verloren thuiswedstrijd tegen Vitesse. Hij kwam in de 75e minuut in het veld voor Darius Johnson. Ook in de met 0-2 verloren thuiswedstrijd tegen FC Twente viel hij in, in de 70e minuut voor Milan de Haan. Na de degradatie van Volendam vertrok hij naar de Spaanse amateurclub Villena CF.
In juni 2025 tekende Fiemawhle een eenjarig contract bij Rijnsburgse Boys.

### Statistieken
| Seizoen                   | Club             | Land           | Competitie     | Competitie | Competitie | Beker | Beker | Totaal | Totaal |
| Seizoen                   | Club             | Land           | Competitie     | Wed.       | Dlp.       | Wed.  | Dlp.  | Wed.   | Dlp.   |
| ------------------------- | ---------------- | -------------- | -------------- | ---------- | ---------- | ----- | ----- | ------ | ------ |
| 2021/22                   | Jong FC Volendam | Nederland      | Tweede divisie | 11         | 1          | –     | –     | 11     | 1      |
| 2022/23                   | Jong FC Volendam | Nederland      | Tweede divisie | 24         | 5          | –     | –     | 24     | 5      |
| 2023/24                   | FC Volendam      | Nederland      | Eredivisie     | 2          | 0          | 0     | 0     | 2      | 0      |
| 2024/25                   | Villena CF       | Spanje         | Primera FFCV   | 10         | 2          | –     | –     | 10     | 2      |
| Carrièretotaal            | Carrièretotaal   | Carrièretotaal | Carrièretotaal | 47         | 8          | 0     | 0     | 47     | 8      |
| Bijgewerkt op 1 juli 2025 |                  |                |                |            |            |       |       |        |        |